# رود فصلی کردان
 رود فصلی کردان یک رود در حوضه آبریز دریاچه نمک در استان البرز ایران است که از البرز سرچشمه می‌گیرد. این رود در ارتفاع ۱۲۶۲ متری واقع شده است.